# Анарколь
Анарколь (каз. Анаркөл, до 2023 года — Донецкое) — село в Аршалынском районе Акмолинской области Казахстана. Входит в состав Анарского сельского округа. Код КАТО — 113435500.

## География
Село расположено в южной части района, на расстоянии примерно 25 километров (по прямой) к юго-востоку от административного центра района — посёлка Аршалы, в 1 километре к югу от административного центра сельского округа — станции Анар.
Абсолютная высота — 442 метров над уровнем моря.
Климат холодно-умеренный, с хорошей влажностью. Среднегодовая температура воздуха положительная и составляет около +3,8°C. Среднемесячная температура воздуха в июле достигает +19,8°C. Среднемесячная температура января составляет около −14,4°C. Среднегодовое количество осадков составляет около 420 мм. Основная часть осадков выпадает в период с июня по июль.
Ближайшие населённые пункты: станция Анар — на севере, село Озёрное — на востоке, посёлок Осакаровка.
Близ села проходят железная дорога «Астана — Караганда» и автодорога республиканского значения — М-36 «Граница РФ (на Екатеринбург) — Алматы, через города Костанай, Астана, Караганда».

## Население
В 1989 году население села составляло 584 человек (из них русские — 37 %, казахи — 27 %).

В 1999 году население села составляло 565 человек (281 мужчина и 284 женщины). По данным переписи 2009 года, в селе проживало 420 человек (210 мужчин и 210 женщин).
| Численность населения | Численность населения | Численность населения |
| 1989                  | 1999                  | 2009                  |
| --------------------- | --------------------- | --------------------- |
| 584                   | ↘565                  | ↘420                  |

## Улицы[7]
- ул. Абай
- ул. Ауэзов
- ул. Бирлик
- ул. Конституция
- ул. Момышулы
- ул. Сейфуллин